# Armada del Ecuador
Die Armada del Ecuador sind die Seestreitkräfte der Republik Ecuador und mit 9.400 Soldaten die zweitstärkste Teilstreitkraft der Ecuadorianischen Streitkräfte.

## Geschichte
Die erste Marineeinheit wurde 1822 gegründet. Vor der Unabhängigkeit Ecuadors stand die Flotte noch im Diensten von Großkolumbien. Mit der Unabhängigkeit 1832 wurde ein eigenes Marineministerium geformt, welches aus einer Fregatte und sechs kleineren Kriegsschiffen bestand. Durch mehrere Staatsstreiche wurde die Marine immer wieder destabilisiert. Erst 1927 wurde wieder eine funktionierende Kommandostruktur gebildet. 1941 erlangten die Seestreitkräfte im ecuadorianisch-peruanischen Krieg einen wichtigen Erfolg, als das kleinere Kanonenboot Calderón gegen den peruanischen Zerstörer Admiral Villar gewann. Nachdem Ende des Krieges beschaffte sich Ecuador zunehmend Schiffe und Waffensysteme aus den USA oder Europa. Im Cenepa-Krieg 1995 spielte die Marine eine eher untergeordnete Rolle, da sich der Krieg mehr im Landesinneren befand.

## Ausrüstung
Die Marine von Ecuador verfügt über folgende Schiffe, Luftfahrzeuge und Fahrzeuge:

### Schiffe

#### U-Boote
| Klasse     | Bild | Herkunft    | Anzahl | Schiffe           | Schiffe | Anmerkungen                     |
| Klasse     | Bild | Herkunft    | Anzahl | Name              | Kennung | Anmerkungen                     |
| ---------- | ---- | ----------- | ------ | ----------------- | ------- | ------------------------------- |
| Klasse 209 |      | Deutschland | 2      | Shyri Huancavilca | S11 S12 | Ausgerüstet mit A 184 Torpedos. |

#### Fregatten, Korvetten und Patrouillenboote
| Klasse     | Bild | Herkunft               | Anzahl | Schiffe                                          | Schiffe                       | Anmerkungen |
| Klasse     | Bild | Herkunft               | Anzahl | Name                                             | Kennung                       | Anmerkungen |
| ---------- | ---- | ---------------------- | ------ | ------------------------------------------------ | ----------------------------- | --- |
| Condell    |      | Vereinigtes Königreich | 2      | Presidente Eloy Alfaro Morán Valverde            | FM01 FM02                     | Ehemalige Schiffe der Royal Navy. Ausgerüstet mit Exocet Seezielflugkörpern, A244/S Torpedos, Phalanx Flugabwehrsystem und Platz für einen Hubschrauber. |
| Esmeraldas |      | Italien                | 6      | Esmeraldas Manabí Los Rios El Oro Galápagos Loja | CM11 CM12 CM13 CM14 CM15 CM16 | Ausgerüstet mit Exocet Seezielflugkörpern, Aspide Flugabwehrraketen, A244/S Torpedos und einem Hubschrauberlandeplatz.                                   |
| TNC 45     |      | Deutschland            | 3      | Quito Guayaquil Cuenca                           | LM21 LM23 LM24                | Ausgestattet mit Exocet Seezielflugkörpern. |

#### Hilfsschiffe

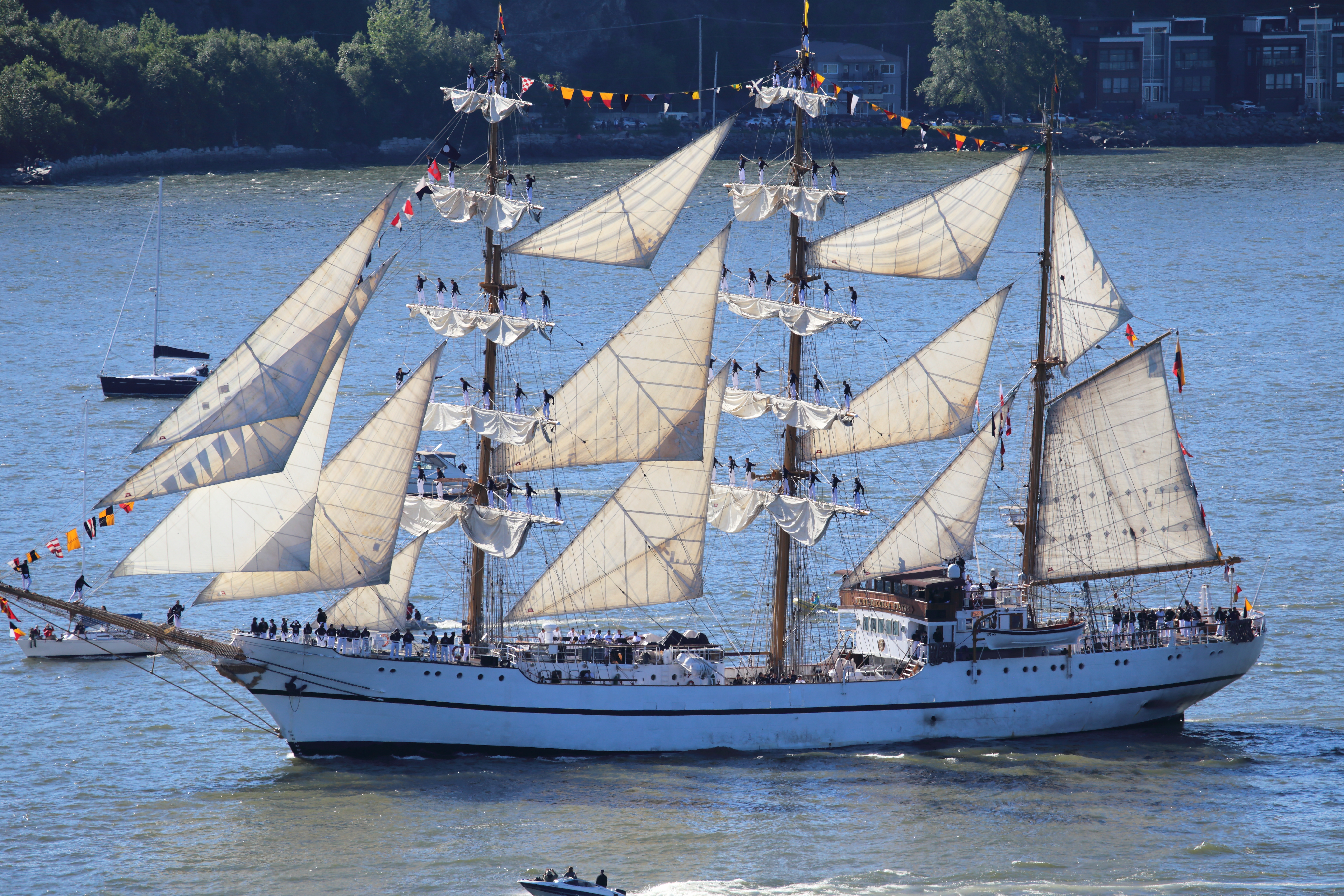
Segelschulschiff Guayas

Die Ecuadorianische Marine verfügt insgesamt über acht Hilfsschiffe, darunter drei Versorgungsschiffe, zwei Forschungsschiffe, ein Schlepper, ein Schulschiff und ein Wasserboot.

### Luftfahrzeuge
| Typ                      | Herkunft           | Funktion                               | Version                      | Anzahl    | Bestellt  | Anmerkungen                   |
| Flugzeuge                | Flugzeuge          | Flugzeuge                              | Flugzeuge                    | Flugzeuge | Flugzeuge | Flugzeuge                     |
| ------------------------ | ------------------ | -------------------------------------- | ---------------------------- | --------- | --------- | ----------------------------- |
| CASA CN-235              | Spanien Indonesien | Seefernaufklärer                       |                              | 2         |           |                               |
| Beechcraft King Air      | Vereinigte Staaten | SeefernaufklärerTransportflugzeug      | King Air 200/300King Air 350 | 52        |           |                               |
| Enaer T-35 Pillán        | Chile              | Schulflugzeug                          |                              | 3         |           |                               |
| Hubschrauber             |                    |                                        |                              |           |           |                               |
| Bell 206                 | Vereinigte Staaten | MehrzweckhubschrauberSchulhubschrauber |                              | 4         |           |                               |
| Bell 430                 | Vereinigte Staaten | Mehrzweckhubschrauber                  |                              | 3         |           |                               |
| Unbemannte Luftfahrzeuge |                    |                                        |                              |           |           |                               |
| IAI Heron                | Israel             | Aufklärungsdrohne                      | Heron I                      | 2         |           | [ 8 ]                         |
| IAI Searcher             | Israel             | Aufklärungsdrohne                      |                              |           |           | 2019 stürzte ein Exemplar ab. |

### Marineinfanterie
Die Marineinfanterie verfügt unter anderem über mehrere Mörser, 9K38 Igla MANPADS und verschiedene kleinere Fahrzeuge.

## Küstenwache

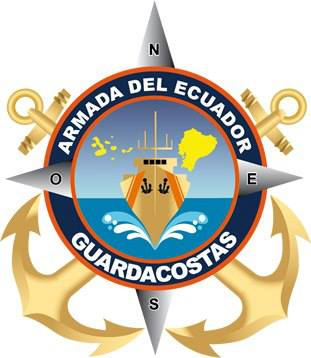
Emblem der Küstenwache

Die Ecuadorianische Küstenwache hat eine Stärke von 500 Mann und hat die Aufgabe illegale Fischerei und Drogenschmuggel zu bekämpfen und Such- und Rettungsaktionen durchzuführen. Um diese Aufgabe zu erfüllen, verfügt die Küstenwache über folgende Ausrüstung:

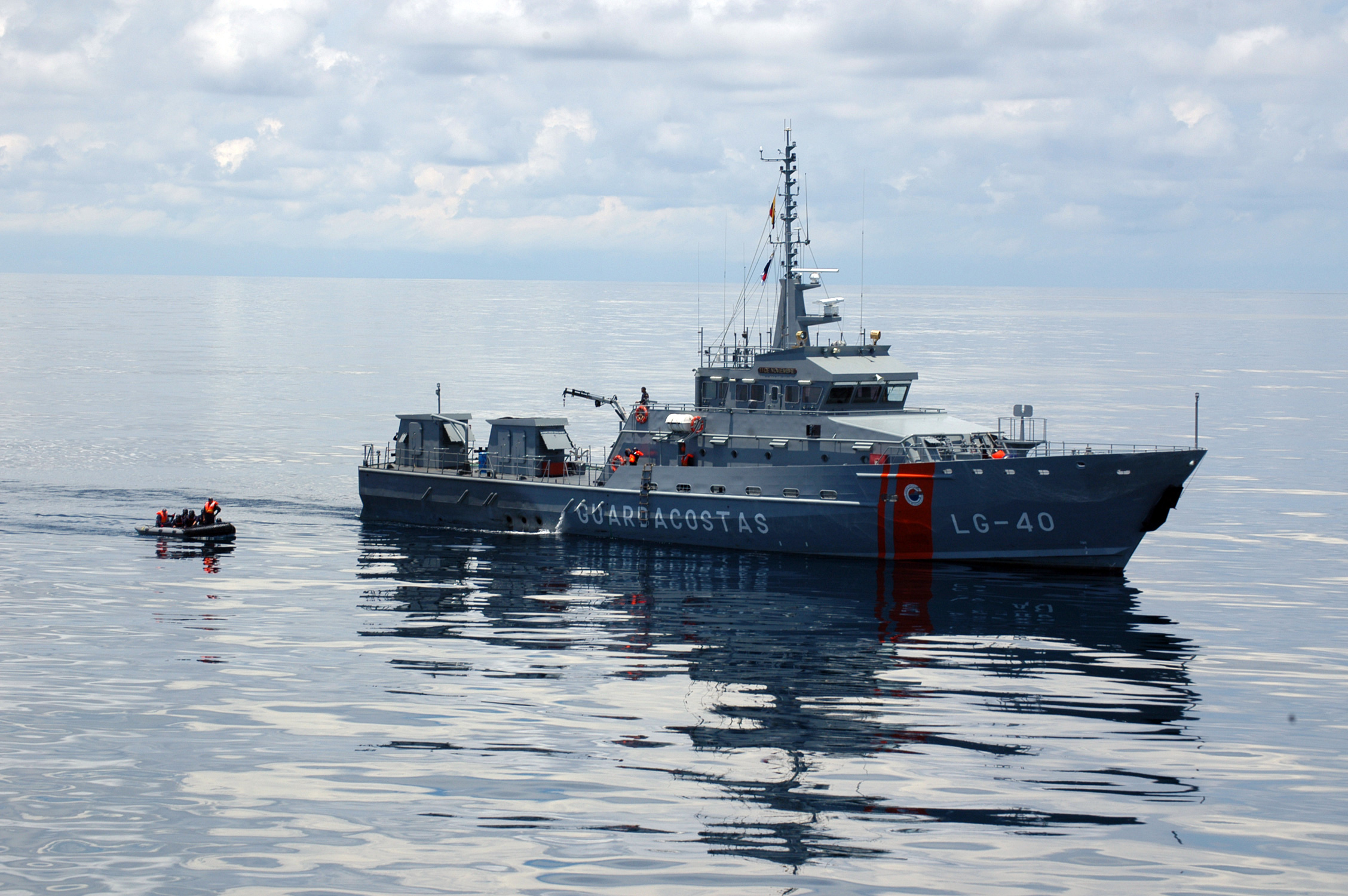
LG40 Isla Española

| Klasse                  | Herkunft                   | Anzahl | Schiffe                                              | Schiffe                 | Anmerkungen         |
| Klasse                  | Herkunft                   | Anzahl | Name                                                 | Kennung                 | Anmerkungen         |
| ----------------------- | -------------------------- | ------ | ---------------------------------------------------- | ----------------------- | ------------------- |
| Damen Stan Patrol 5009  | Ecuador                    | 2      | Isla San Cristobal Isla Isabela                      | LG30 LG31               | Unter Lizenz gebaut |
| Point                   | Vereinigte Staaten         | 1      | 24 de Mayo                                           | LG32                    |                     |
|                         | Vereinigte Staaten         | 2      | Isla Floreana Isla Puná                              | LG35 LG36               |                     |
|                         | Spanien                    | 3      | Isla Fernandina Isla Española Isla San Salvador      | LG39 LG40 LG41          |                     |
| Damen Stand Patrol 2606 | Ecuador                    | 4      | Isla Santa Cruz Isla Marchena Isla Pinta Isla Baltra | LG33 LG42 LG43 LG44     | Unter Lizenz gebaut |
|                         | Ecuador                    | 4      | Río Coca Río Conambo Río Cononaco Río Curaray        | LG117 LG118 LG119 LG120 |                     |
|                         | Vereinigte Staaten         | 2      | Río Esmeraldas Río Santiago                          | LG121 LG122             |                     |
|                         | Vereinigte Staaten Ecuador | 1      |                                                      |                         |                     |
|                         | Deutschland                | 2      | Manta Nueva Rocafuerte                               | LT91 LT93               |                     |

## Ränge
| Dienstgradgruppe  | Generale  | Generale        | Generale          | Stabsoffiziere   | Stabsoffiziere     | Stabsoffiziere     | Hauptleute / Leutnante | Hauptleute / Leutnante | Hauptleute / Leutnante | Offiziersanwärter     | Offiziersanwärter     | Offiziersanwärter     | Offiziersanwärter     |
| ----------------- | --------- | --------------- | ----------------- | ---------------- | ------------------ | ------------------ | ---------------------- | ---------------------- | ---------------------- | --------------------- | --------------------- | --------------------- | --------------------- |
| Ärmelabzeichen    |           |                 |                   |                  |                    |                    |                        |                        |                        |                       |                       |                       |                       |
| Dienstgrad        | Admiral   | Vizeadmiral     | Konteradmiral     | Kapitän zur See  | Fregattenkapitän   | Korvettenkapitän   | Kapitänleutnant        | Oberleutnant zur See   | Unterleutnant          | kein Äquivalent       | kein Äquivalent       | kein Äquivalent       | kein Äquivalent       |
| Span. Bezeichnung | Almirante | Vice- almirante | Contra- almirante | Capitán de navío | Capitán de fragata | Capitán de corbeta | Teniente de navío      | Teniente de fragata    | Alferez de fragata     | Guardiamarina 4to año | Guardiamarina 3er año | Guardiamarina 2do año | Guardiamarina 1er año |